# Hendrik Sweris
Hendrik Sweris (Barsingerhorn, 5 april 1850 - Den Haag, 14 september 1916) was een bouwexploitant, architect en makelaar. 
Hendrik was de zoon van de smid Cornelis Sweris en Femmetje de Haas. Hij trouwde met Antje Vis.
Na de aanleg van de Spoorlijn Amsterdam - Zutphen werden in 't Gooi villaparken ontwikkeld voor rijke Amsterdammers. Sweris was naast bouwondernemer ook vennoot van de Bouwmaatschappij "Nieuw Baarn" te Amsterdam. Rond 1890 begon hij als bouwexploitant en makelaar met de ontwikkeling van een villabouwproject in westelijk Baarn, het latere Wilhelminapark. Toen de verkoop niet snel genoeg ging maakte hij in 1896 het project aantrekkelijker door de aanleg van Wilhelminavijver en in een jaar later door de bouw van een houten wielerbaan. 
Vanaf 1901 liet hij de architectuur van de bouwprojecten meest verzorgen door zijn zoon Cornelis Sweris. Deze zoon ontwierp in 1904 voor hem de villa Rutgers van Rozenburglaan 2.
Van 1887 tot 1903 was Sweris gemeenteraadslid van Baarn.
Tot 1902 was hij bestuurslid van de Vereeniging tot verfraaiing van Baarn en bevordering van het Vreemdelingenverkeer. Hendrik Sweris overleed op 66-jarige leeftijd.

## Architect
Van zijn hand zijn de Baarnse villa's:
- Gerrit van der Veenlaan 14 (± 1900)
- Villa Rozenstein - Wilhelminalaan 10 (1899)
- Salem - Adelheidlaan 4-8 (1897)
- Berkenrhode - Prins Bernhardlaan 1 (1892)